# Hideyuki Hirose
Hideyuki Hirose (né le 20 juillet 1989) est un athlète japonais, spécialiste du 400 m.
Sa meilleure performance est de 45 s 84 à Hiroshima le 28 juin 2009.
Il remporte la médaille d'argent au relais 4 × 400 m lors des Championnats d'Asie à Pune le 7 juillet 2013.